# Hannelore Teutsch

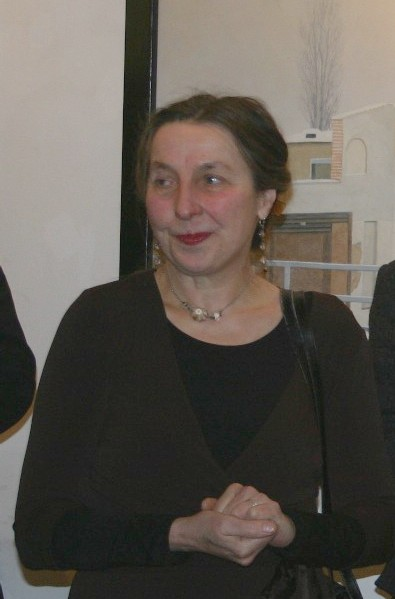
Hannelore Teutsch im März 2012

Hannelore Teutsch (* 4. Juni 1942 in Berlin) ist eine deutsche Malerin, Grafikerin und Illustratorin.

## Leben
Hannelore Teutsch wuchs in Prieros auf und besuchte dort und in Königs Wusterhausen die Schule. Angeregt durch Arbeiten ihres Großonkels Walther Teutsch, der zum Murnauer Malerkreis um Gabriele Münter gehörte, begann sie sich früh für die Malerei zu interessieren. Nach einer Ausbildung zur Gebrauchswerberin begann Hannelore Teutsch 1961 ein Studium der Gebrauchsgrafik an der Fachschule für Angewandte Kunst Berlin-Schöneweide. Nach Abschluss des Studiums arbeitete sie als Typografin im Berliner Verlag Volk und Welt und im Eulenspiegel-Verlag. Seit 1977 ist sie freiberuflich als Malerin,  Buchgestalterin, Zeichnerin und Grafikerin tätig. Hannelore Teutsch war bis 1990 Mitglied des Verbands Bildender Künstler der DDR.
2008 erhielt sie den Brandenburgischen Kunstpreis für Malerei. Sie lebt und arbeitet mit ihrem Mann Reinhard Jacob in Zepernick.

## Zitat
„Hannelore Teutschs Bilder zeigen große Ruhe, Einfachheit und Klarheit. Das szenische Inventar ist überschaubar, die Erzähllust gedämpft und modischer Zeitgeist wird von ihr als ebenso nebensächlich erachtet wie die Anlehnung an stilistische Eskapaden. Wie aus der Zeit gefallen, bezaubern ihre Bildgeschichten durch ihre Atmosphäre und durch die sichere Hand der bildnerischen Gestaltung. Mit ihrem rätselhaften Sinn und der melancholischen Grundstimmung scheinen sie wie aus einer Traumwelt aufgetaucht. So macht sie die Sinne des Betrachters frei für die eigentümliche Verwobenheit von Wirklichkeit und Fiktion, von streng gebauter Komposition und naiver Erzählhaltung, von lakonischer Dingwelt und der Magie der Bilder.“ (Herbert Schirmer)
"Es sind Bilder, die scheinbar Alltägliches zeigen, Alltägliches, in dem Besonderes sich ereignet, Erstaunliches und manchmal auch Fremdartiges. Bilder, die kunstgeschichtliche Sedimente ebenso selbstverständlich in sich einsaugen wie Beobachtetes, Natürliches ebenso wie Künstliches, Ornamentales ebenso wie konstruktiv Gebautes, Metaphorisches ebenso wie Phänomenales - aber kaum Symbolisches oder zum Symbolischen hin Ausgedachtes."

## Werke (Auswahl)

### Wandbilder
- 1993 Berlin, Hans-Otto-Straße 1, Fassade
- 2004 Berlin, Rigaer Straße 65, Vier Kupferbildplatten an der Fassade
- 2005 Lichtenau (Sachsen), Querweg 1, Foyer

### Gemälde
- 1995 Tacheles (Öl auf Leinwand)
- 2002 Am Wasserturm (Tempera)
- 2006 Der Besuch (Tempera auf Holz)
- 2011 Winterreise (Öl auf Leinwand)
- 2012 Die Freundinnen der Braut (Tempera auf Leinwand)

### Buchillustrationen
- 1973 Günter Eich: Gedichte (Verlag Neues Leben, Poesiealbum 71)
- 1976 Marchesa Colombi: Eine Provinzheirat (Verlag Philipp Reclam jun. Leipzig, Universalbibliothek 584)

- 1976 Ioan Slavici: Novellen aus dem Volk. (Verlag Philipp Reclam jun. Leipzig, Reclams Universal-Bibliothek Band 636; mit sechs Federzeichnungen)
- 1976 Hans Skirecki: Altmännersommer und andere Geschichten (Eulenspiegel-Verlag)
- 1977 Jürgen Rennert: Ungereimte Prosa.(Union Verlag Berlin)

- 1977 Heinz Knobloch: Der Berliner zweifelt immer. Seine Stadt in Feuilletons von damals (Buchverlag Der Morgen)
- 1978 Pablo Neruda: Der Bewohner und seine Hoffnung (Insel Verlag, Berlin)
- 1979 Die Traumflöte. Märchen, Grotesken, Legenden und andere nicht geheure Geschichten (1900-1945). (Buchverlag Der Morgen, Berlin)
- 1981 Maria Seidemann: Der Tag, an dem Sir Henry starb (Eulenspiegel Verlag, Berlin)
- 1981 Hans Skirecki: Altmännersommer und andere Geschichten (Eulenspiegel Verlag, Berlin)
- 1981 Klabund – Erzählungen und Grotesken Mit einem Text von Jürgen Rennert und Linolschnitten von Hannelore Teutsch (Buchverlag Der Morgen, Berlin)
- 1985 Adolf Muschg: Das Licht und der Schlüssel (Verlag Volk und Welt) – Mit dieser Arbeit war Hannelore Teutsch auf der X. Kunstausstellung der DDR vertreten.
- 1988 Die Schneekönigin 6 Märchen aus der Weltliteratur (Der Kinderbuchverlag Berlin)
- 1990 Ruth Greuner: Die Traumflöte. Märchen, Grotesken, Legenden und andere nicht geheure Geschichten (1900–1945) (Buchverlag Der Morgen, ISBN 3-371-00252-7)
- 1992 Anne Eßer: Wortgef(l)echte. (Corvinus Presse, Berlin)
- 2008 Jürgen Rennert: Hiobs Botschaft (Hentrich & Hentrich Verlag, Berlin, ISBN 3-938485-71-X)

## Ausstellungen (unvollständig)

### Einzelausstellungen
- 1993 Burg Beeskow
- 2002 Berlin, Galerie am Prater
- 2006 Schloss Rheinsberg, Kurt-Tucholsky-Literaturmuseum
- 2008 Metz, Frankreich, Université Paul Verlaine
- 2011 Berlin, Galerie 100
- 2012 Berlin, Galerie F92
- 2012 Eisenhüttenstadt Städtisches Museum und Galerie (zusammen mit Reinhard Jacob)
- 2013 Burg Beeskow[2]
- 2014 Berlin, Helios-Galerie ("Stadtbilder. Landschaften. Figuren. Stillleben)
- 2018 Dresden, Galerie Ines Schulz ("Nächtliche Ernte". Mit Hans Scheib)
- 2019 Wünsdorf, Neue Galerie ("Augenblicke. Unspektakuläre Bilder". Mit Reinhard Jacob)

### Teilnahme an zentralen und wichtigen regionalen Ausstellungen in der DDR
- 1979: Berlin, Ausstellungszentrum am Fernsehturm („Buchillustrationen in der DDR. 1949 – 1979“)
- 1982 und 1986: Berlin, Bezirkskunstausstellungen/Gebrauchsgrafik